# Poecilia elegans
Poecilia elegans är en fiskart som först beskrevs av Trewavas, 1948.  Poecilia elegans ingår i släktet Poecilia och familjen Poeciliidae. Inga underarter finns listade i Catalogue of Life.